# Heinz Imdahl
Heinz Imdahl (* 6. August 1924 in Düsseldorf; † 21. März 2012 in München) war ein deutscher Opernsänger und bayerischer Kammersänger in der Stimmlage Bariton.

## Leben
Heinz Imdahl war katholisch und wurde in Düsseldorf geboren. Seine Eltern, K. Imdahl, geborene Göbel, und Willi Imdahl, führten in Düsseldorf eine renommierte Metzgerei. Nach dem Schulabschluss absolvierte Imdahl zunächst eine Lehre als Metzger. Imdahl studierte dann privat, über sieben Jahre, Gesang bei dem bekannten Gesangslehrer Kammersänger Berthold Pütz in Krefeld. Nach dem Zweiten Weltkrieg folgten weitere Studien an der Musikhochschule Köln. Sein Debüt als Opernsänger gab er 1948, unter der Direktion von Gustaf Gründgens, am Opernhaus Düsseldorf als Sergeant Moralès in Carmen. Zu Beginn seiner Karriere sang er das lyrische Bariton-Fach. Er hatte Festengagements am Opernhaus Düsseldorf (1948–1951; erneut dann von 1955 bis 1962), an der Staatsoper München (Spielzeit 1951/1952), am Stadttheater Bremen (1952–1955 als „Erster Charakterbariton“; Antrittsrolle Rigoletto), an der Staatsoper Berlin (Spielzeit 1955/1956) und erneut an der Bayerischen Staatsoper München (1959–1988). Dort wurde er zum Bayerischen Kammersänger ernannt. Er war zudem Mitglied vom Staatstheater am Gärtnerplatz.
Einen festen Gastvertrag hatte er am Opernhaus Nürnberg (1958–1970). Dort sang er unter anderem Jochanaan in Salome, Hans Sachs in Die Meistersinger von Nürnberg (1963; Dirigent: Hans Gierster) und Jago in Otello.
Imdahl sang mehrfach am Opernhaus Zürich (1955 als Amonasro in Aida; Spielzeit 1957/1958 als Graf Luna in Der Troubadour, Pizarro in Fidelio und Scarpia in Tosca). Zwischen 1961 und 1970 trat er regelmäßig an der Wiener Staatsoper auf; sein Debüt gab er dort als Olivier in Capriccio im Jänner 1961. Er sang an der Wiener Staatsoper unter anderem Pizarro in Fidelio, den Sprecher in Die Zauberflöte und den Musiklehrer in Ariadne auf Naxos; insbesondere interpretierte er dort die großen heldischen Rollen im Wagner-Fach: die Titelrolle in Der Fliegende Holländer (1966), Friedrich von Telramund in Lohengrin (1966–1970), Kurwenal in Tristan und Isolde (1964–1967), Hans Sachs (1964/1965), Wotan in Die Walküre (1969) und Amfortas in Parsifal (1968). Außerdem sang er gastweise am Opernhaus Frankfurt (1967) und an der Hamburgischen Staatsoper (1970, als Holländer).
In Italien trat er am Teatro Comunale in Florenz (1953, als Wolfram in Tannhäuser), an der Oper Rom (1958, als Sprecher; 1970, als Pizarro), am Teatro Regio in Turin (1967, als Telramund; 1971, als Kurwenal; 1972, als Wanderer in Siegfried), am Teatro Comunale di Bologna (1966 und 1968 als Wotan/Wanderer), am Teatro San Carlo in Neapel (1970, als Jochanaan; 1972, als Wotan; 1974 als Wanderer) und am Teatro Verdi in Triest (1975, als Faninal in Der Rosenkavalier) auf.
Imdahl gastierte im europäischen Ausland unter anderem am Théâtre Royal de la Monnaie in Brüssel (1964), an der Opéra de Lausanne (1965, als Kurwenal), an der Opéra National de Lyon (1966, als Kurwenal), an der Covent Garden Opera (1972, als Musiklehrer; Gastspiel der Bayerischen Staatsoper) und am Opernhaus Oslo (1978).
Internationale Gastspiele in Übersee gab er am Opernhaus von Rio de Janeiro (1954), am Opernhaus von Philadelphia (1970, als Hans Sachs) und an der Oper von Santiago de Chile (1978, als Holländer).

## Privates
Im Jahr 1959 heiratete er Johanna „Hanny“ Holzner († 1999). Aus der Ehe gingen die Kinder Martin und Christof Imdahl hervor. 1961 übernahmen Heinz und Johanna Imdahl den Restaurant- und Hotelbetrieb Chiemgauhof in Übersee am Chiemsee. Ab 1999 wurde der Chiemgauhof von seinem Sohn Christoph Imdahl geführt, bis er ihn Anfang 2022 an Dieter Müller verkaufte.
Heinz Imdahl starb am 21. März 2012 im Alter von 87 Jahren in München. Er wurde am 27. März 2012 in Übersee am Chiemsee beigesetzt.

## Repertoire
Imdahl sang auf der Opernbühne ein sehr umfassendes Repertoire. Es beinhaltete neben Partien des deutschen Rollenfachs (Sprecher, Pizarro, Kaspar in Der Freischütz, Jochannan, Orest in Elektra, Musiklehrer) auch Rollen des italienischen Fachs (Titelrolle in Rigoletto, Amonasro, Jago in Otello, Titelrolle in Falstaff, Scarpia, Alfio in Cavalleria rusticana), des französischen Fachs (Nelusco in Die Afrikanerin) und des russischen Fachs (Titelrolle in Eugen Onegin). Er übernahm schwerpunktmäßig die Rollen für Heldenbariton und  Charakterbariton in den Opern von Giuseppe Verdi, Giacomo Puccini und bevorzugt von Richard Wagner. Imdahl galt deshalb im Inland und Ausland insbesondere als ausgezeichneter Wagner-Sänger.

## Tondokumente
Die Stimme von Heinz Imdahl ist nur in ganz wenigen Tondokumenten festgehalten. Es liegen zwei Opern-Gesamtaufnahmen vor: eine Rundfunkaufnahme der Oper Das Liebesverbot, entstanden 1963 beim ORF; Imdahl singt darin die Rolle des Statthalters Friedrich. Außerdem eine Studioaufnahme der Oper Lohengrin vom August 1968, unter der musikalischen Leitung von Hans Swarowsky, mit Imdahl als Telramund.
Außerdem existieren einige wenige Livemitschnitte und Privatmitschnitte aus Imdahls Düsseldorfer Zeit: Rigoletto (mit Anneliese Rothenberger, Hans Hopf und Walter Kreppel), Macbeth (1957, mit Astrid Varnay als Lady Macbeth) und Falstaff (Dirigent: Alberto Erede).
Außerdem wurde ein Live-Mitschnitt der Oper Palestrina aus der Bayerischen Staatsoper aus dem Jahre 1963 auf CD veröffentlicht. Imdahl singt darin, unter der musikalischen Leitung von Joseph Keilberth, die Rolle des Legaten Giovanni Morone.

## Theater
- 1955: Ludwig van Beethoven: Fidelio (Minister) – Regie: Erich-Alexander Winds (Deutsche Staatsoper Berlin)

## Ehrungen
- 1980: Verdienstkreuz am Bande der Bundesrepublik Deutschland